# I'd Rather Be Sailing
Albums de Black Oak Arkansas
Race with the Devil
(1977) Ready As Hell
(1984)
I'd Rather Be Sailing est le onzième album studio du groupe américain Black Oak Arkansas rebaptisé simplement Black Oak. Il a été publié sur le label qui regroupe plusieurs groupes de rock sudiste, Capricorn Records.

## Liste des titres
| 1. | I'll Take Care Of You               | Deke Richards                                   | 3:03 |
| 2. | You Keep Me Waiting                 | Andy Tanas                                      | 3:16 |
| 3. | Ride With Me                        | Jim Dandy Mangrum / Deke Richards / Greg Reding | 2:49 |
| 4. | Made Of Stone                       | Jack Holder / Greg Reding                       | 4:00 |
| 5. | You Can Count On Me (I'll Be There) | Jim Dandy Mangrum / Greg Reding / Deke Richards | 3:59 |

| 1. | God Bless The Children | Greg Reding                     | 3:35 |
| 2. | Innocent Eyes          | Andy Tanas / Deke Richards      | 3:35 |
| 3. | Daydreams              | Jim Dandy Mangrum / Greg Reding | 4:11 |
| 4. | Wind In Our Sails      | Jim Dandy Mangrum / Jack Holder | 3:34 |

## Musiciens
- Jim Dandy Mangrum : chant.
- Jimmy Henderson : guitares.
- Andy Tanas : basse, guitare acoustique, chœurs.
- Greg Reding : claviers, guitares, chœurs.
- Jack Holder : guitares, saxophone, flute, chœurs.
- Joel Williams : batterie, percussion.

## Musiciens additionnels
- Deke Richards : piano.
- Roy Yeager : syndrum.